# 雪小禅
雪小禅，生于1970年代，本名王虹莲，出生于河北霸州，中国当代女性作家，中国作家协会会员，其作品多次入选中学课本读物。近年来，雪小禅在中国大陆多所高校开展艺术及戏曲讲座，引发广泛关注。2012年，凭借作品《风中的鸟巢》获第六届老舍散文奖。

## 主要作品
| - 《无爱不欢》 - 《像冰一样疼，像火一样蓝》 - 《看我青蛙变王子》 - 《一地相思两处凉》 - 《烟花乱》 - 《刺青》 - 《秋千架 - 《我爱你，再见》 - 《戏子》 - 《啊，青春》 - 《绝色》 - 《中了毒》 - 《十年》 - 《榴莲》 - 《今年烟花特别凉》 | - 《烟雨桃花》 - 《禅心百合》 - 《爱情禅》 - 《我为了我》 - 《赏心只有三两枝》 - 《她·依旧》 - 《欢未央》 - 《戏子》 - 《刹那记》 - 《风中的莲花》 - 《倾城记》 - 《禅是一枝花》 - 《那莲 那禅 那光阴》 - 《小喜》 - 《繁花不惊，银碗盛雪》 |

### 人物传记
- 《裴艳玲传》